# Avenida Frei Miguel Contreiras
A Avenida Frei Miguel Contreiras é uma avenida de Lisboa, localizada na freguesia de Alvalade. A sua designação actual (2010) data de 20 de outubro de 1955, e presta homenagem ao religioso espanhol Frei Miguel Contreiras (1431 - 1505).
A avenida tem início na Avenida Almirante Gago Coutinho e fim na Avenida de Roma.
Em 2009, alguns historiadores colocaram a hipótese da inexistência histórica de Frei Miguel Contreiras, o que poderá por em causa a designação desta avenida. José Hermano Saraiva, ainda antes de 2009, havia-o afirmado peremptoriamente no seu programa Horizontes da Memória.